# Rodon-fok
A Rodon-fok vagy Szkander bég fok (albán Kepi i Rodonit vagy Kepi i Skënderbeut), gyakran röviden Rodon az Adriai-tengerbe nyúló félsziget, egyúttal északnyugati pontján sziklafok Közép-Albániában. Természeti szépsége mellett fő látnivalói Szkander bég várának romja és a Szent Antal-templom (mindkettő 15. századi).

## Elhelyezkedése
A sziklafok Durrës városától északra légvonalban 30, közúton 50 km-re található. Közigazgatásilag Durrës megye, azon belül Durrës község, valamint Ishëm alközség területén fekszik. A dombos, nehezen járható terület ritkán lakott, két kisebb települése Shetaj és Draç.
A homokkőből és agyagból felépített, neogén dombsor alkotta félsziget az Ishëm folyó torkolatvidékén jött létre. A délkelet–északnyugati tengelyű földnyelv területe kb. 18 négyzetkilométer, és mintegy 7,5 kilométernyire nyúlik a tengerbe. A félszigettől északra fekvő Rodoni-, valamint a délre elterülő Lalëzi-öblöt választja el egymástól. Északnyugati végpontja a mintegy 600 méter hosszú, helyenként 50 méteres keskenységűre szűkülő, a tenger eróziós tevékenységének erősen kitett sziklafok. Őshonos növényzetét örökzöld mediterrán flóra jellemzi.

## Története
A Rodon-fok nevét egyes elméletek összefüggésbe hozzák az ókori illírek tengeristenével, Redonnal. A régészeti feltárások során előkerült pénz- és tárgyleletek alapján a félsziget északnyugati pontján illírek telepedtek meg a hellenisztikus korban. Első írásos említését egy 1324-es keltezésű dokumentumból ismerjük, amelynek tanúsága szerint Rodon a nagy hatalmú Topia család birtokában volt, akik erődítést is emeltek a sziklafokra. Más 14. századi források néhány házhelyet és három kolostort is említenek a félszigeten.
A 15. században az oszmán uralom ellen küzdő Szkander bég fennhatósága alá került a terület. Az albán hadvezér a földrajzi elhelyezkedése folytán külső támadásoknak jobban kitett tengerparti várost, Durrëst felváltó kikötő építését tervezte Rodonon. 1463-ban raguzai kőműveseknek adott megbízást az erődítés felépítésére. Négy év elteltével, 1467-ben a Kruja sikertelen ostroma után visszavonuló II. Mehmed seregei feldúlták a félkész várat. Később a munka folytatódott, de végül a területet megszerző velenceiek fejezték be a vár és a kikötő építését 1500-ban, és hetven családot telepítettek az erődítésbe. A település nem virágozhatott fel: a 16. század elején Kruja és Durrës egyaránt oszmán fennhatóság alá került, s a telepesek elhagyták Rodont.

## Látnivalók
A félsziget két fő látványossága a 15. századi Szent Antal-templom (é. sz. 41° 34′ 59″, k. h. 19° 27′ 30″41.583056°N 19.458333°E), valamint Szkander bég egykorú várának romjai (é. sz. 41° 35′ 09″, k. h. 19° 26′ 53″41.585833°N 19.448056°E). A templom autóval – utolsó 1,5 km-én földúton – megközelíthető, de az innen északnyugati irányba, légvonalban 900 m-re található várrom csak gyalogtúrával érhető el.
A félsziget végén, annak északi partján áll a felújított Szent Antal-templom (albán Kisha e Shën Ndout vagy Kisha e Shën Ndojit). Régészeti és művészettörténeti kutatások alapján az egyhajós templom a 15. században épült, eredetileg boltozatos mennyezettel. A román stílusú épületet helyenként sajátos, a gótika hatásáról tanúskodó, csúcsíves záródású vakárkádok tagolják.
A félszigetet lezáró sziklafok északi oldalán található Szkander bég vára (albán Kalaja e Skënderbeut). Az elmúlt századok eróziós tevékenysége a sziklafok, s ezzel az épületek egy részét elmosta, az egykori kikötői létesítmények a tenger fenekére kerültek, de egy védműves várkapu, egy torony, valamint a várfal és a kikötői hullámtörők egyes szakaszai fennmaradtak.
A félszigeten több kavicsos strandszakasz is található (Rodon, Fushqet stb.). A félsziget bejáratának közelében áll Ishëm középkori vára.